# Sardoniscus verhoeffi
Sardoniscus verhoeffi är en kräftdjursart som först beskrevs av Franco Ferrara och Stefano Taiti 1978.  Sardoniscus verhoeffi ingår i släktet Sardoniscus och familjen Oniscidae. Inga underarter finns listade i Catalogue of Life.